# Geviya (langue)
Pour les articles homonymes, voir Geviya.
Le geviya (ou eviya) est une langue bantoue parlée au Gabon par la population eviya.

## Prononiciation
|            | antérieure | centrale | postérieure |
| ---------- | ---------- | -------- | ----------- |
| fermée     | i          |          | u           |
| mi-fermée  | ɪ          |          | ʊ           |
| mi-ouverte | ɛ          |          | ɔ           |
| ouverte    |            | a        |             |

|                        | Bilabiale | Bilabiale | Apico- alvéolaire | Apico- alvéolaire | Labio- palatale | Labio- palatale | Palatale | Palatale | Vélaire | Vélaire |
| ---------------------- | --------- | --------- | ----------------- | ----------------- | --------------- | --------------- | -------- | -------- | ------- | ------- |
| Occlusive              | p         |           | t                 |                   |                 |                 |          |          | k       |         |
| Occlusive implosive    |           | ɓ         |                   | ɗ                 |                 |                 |          |          |         |         |
| Occlusive prénasalisée |           | ᵐb        |                   | ⁿd                |                 |                 |          |          |         | ᵑɡ      |
| Affriquée              |           |           | ts                |                   |                 |                 |          |          |         |         |
| Affriquée prénasalisée |           | ⁿdz       |                   |                   |                 |                 |          |          |         |         |
| Fricative              |           | β         | s                 |                   |                 |                 |          |          |         | ɣ       |
| Latérale               |           |           |                   | l                 |                 |                 |          |          |         |         |
| Approximante           |           | w         |                   |                   |                 | ɥ               |          | j        |         |         |

### Filmographie
- Le Dictionnaire film documentaire réalisé par Laurent Maget, avec la participation de Lolke Van der Veen et Sébastien Bodinga-Bwa-Bodinga, CNRS Images, Meudon, 2004, 25 min (DVD)